# Vackert, brorsan!
Vackert, brorsan! (engelska: Start the Revolution Without Me) är en amerikansk komedifilm från 1970 i regi av Bud Yorkin. I huvudrollerna ses Gene Wilder, Donald Sutherland, Hugh Griffith, Jack MacGowran, Billie Whitelaw, Orson Welles (spelar sig själv som berättare) och Victor Spinetti. 
Handlingen utspelar sig i det revolutionära Frankrike, där två bönder misstas för de berömda fäktarna, de korsikanska bröderna. Filmen kan betraktas som en parodi på ett antal historiska verk som skildrar den franska revolutionen, däribland Dickens Två städer samt Dumas Blodshämnden och Mannen med järnmasken.

## Rollista i urval
- Gene Wilder - Claude Coupe / Philippe Di Sisi
- Donald Sutherland - Charles Coupe / Pierre Di Sisi
- Hugh Griffith - Louis XVI
- Jack MacGowran - Jacques Cabriolet
- Billie Whitelaw - Marie Antoinette
- Victor Spinetti - hertigen d'Escargot
- Ewa Aulin - prinsessan Christina
- Helen Fraser - Mimi Montage
- Rosalind Knight - Helene Di Sisi
- Maxwell Shaw - greve Di Sisi
- Harry Fowler - Marcel
- Murray Melvin - blind man
- Graham Stark - andre Coupe
- Orson Welles - berättare